# Svärdsön
Svärdsön är ett naturreservat beläget mellan Solsidan och Älgö i Nacka socken i Nacka kommun i Södermanland (Stockholms län). Området förklarades i december 2014 till naturreservat som ägs och förvaltas av Nacka kommun. Det är sydöstra Saltsjöbadens enda sammanhängande naturområde och det första naturreservatet i Nacka kommun som fått ett skyddat vattenområde.

## Historik

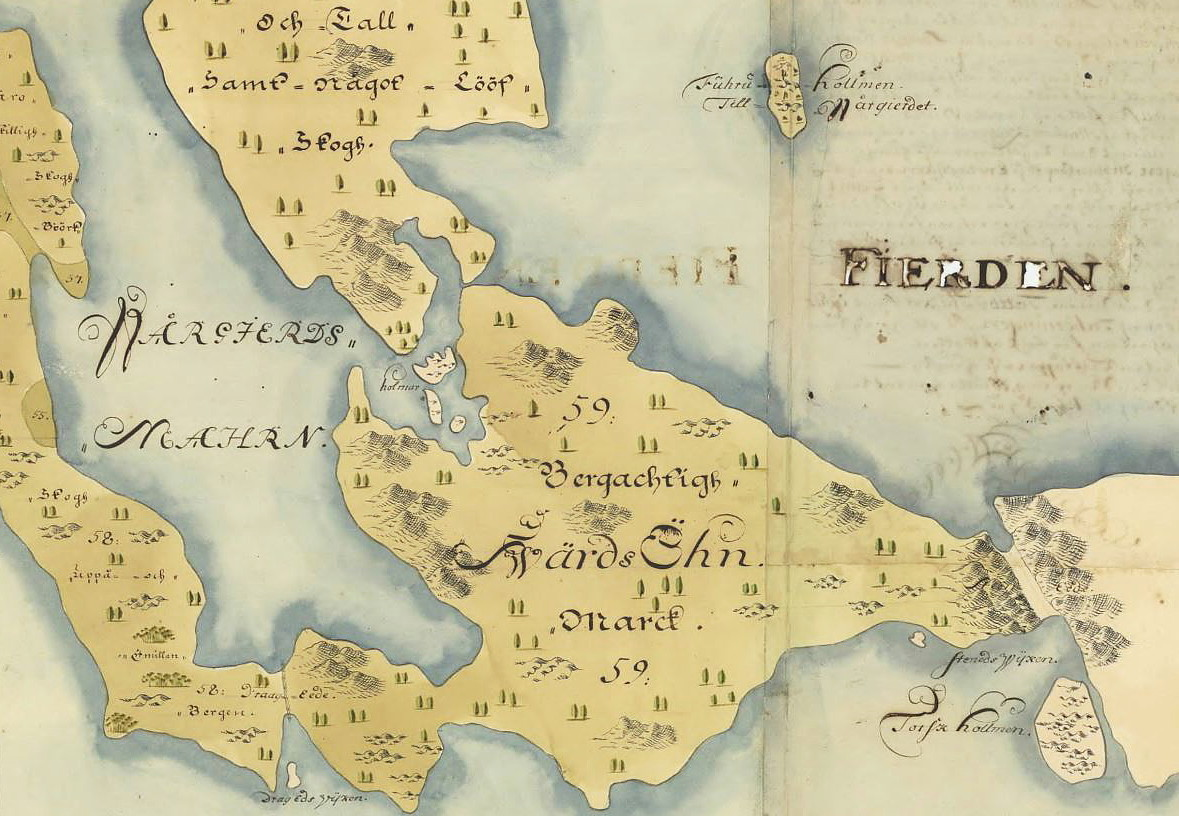
"Swärds Öhn" på en karta från 1722.

Svärdsön var ursprungligen en separat ö som genom landhöjningen växte ihop med fastlandet och Älgö. Närheten av Svärdsö var bebodd redan under bronsåldern, som arkeologiska fynd vittnar om, men själva Svärdsön förblev obebodd, i motsats till Älgö. 
På en karta från 1722 framgår att platsen inte nyttjades och betecknas som Bergachtigh Marck. I början av 1800-talet rådde samma förhållanden.  
Svärdsön hörde på 1700-talet  till godset Erstavik men avstyckades från egendomen i slutet på 1800-talet. Först när Älgövägen anlades i mitten av 1920-talet uppfördes några småhus på Svärdsön, för övrigt förblev ön orörd.

## Svärdsös naturreservat
Reservatet bildades år 2014 och omfattar en area av 148 hektar varav 93 hektar vatten. Svärdsös naturreservat är sydöstra Saltsjöbadens enda sammanhängande naturområde, delat av Älgövägen i en norra och en södra halva. Den norra delen sträcker sig in i Baggensfjärden och inkluderar ön Furuholmen som tillmäts ”mycket höga naturvärden”.
Den södra delen utgörs av ett kuperat och bergigt skogsområde och delar av Vårgärdssjön samt Erstaviken. I de låglänta delarna finns flera kärr med lövträd och ålderdomlig skog. I sydvästra delen återfinns öns två fasta fornlämningar. En av dem är ett röse med RAÄ-nummer 151:1, som förmodligen härrör från järnåldern, alternativt bronsåldern. Dateringen är oklar.
Genom reservatet leder ett förgrenat nät av stigar. Det finns även en 1,4 km lång, blåmärkt vandringsslinga.
Enligt en utredning från 2011 finns stora naturvärden i den marina miljön i områdena Erstaviken, Baggensfjärden och Vårgärdssjön. Syftet med Svärdsös naturreservat är enligt kommunen ”att bevara och utveckla områdets stora värden för rekreation och biologisk mångfald”.

## Bilder

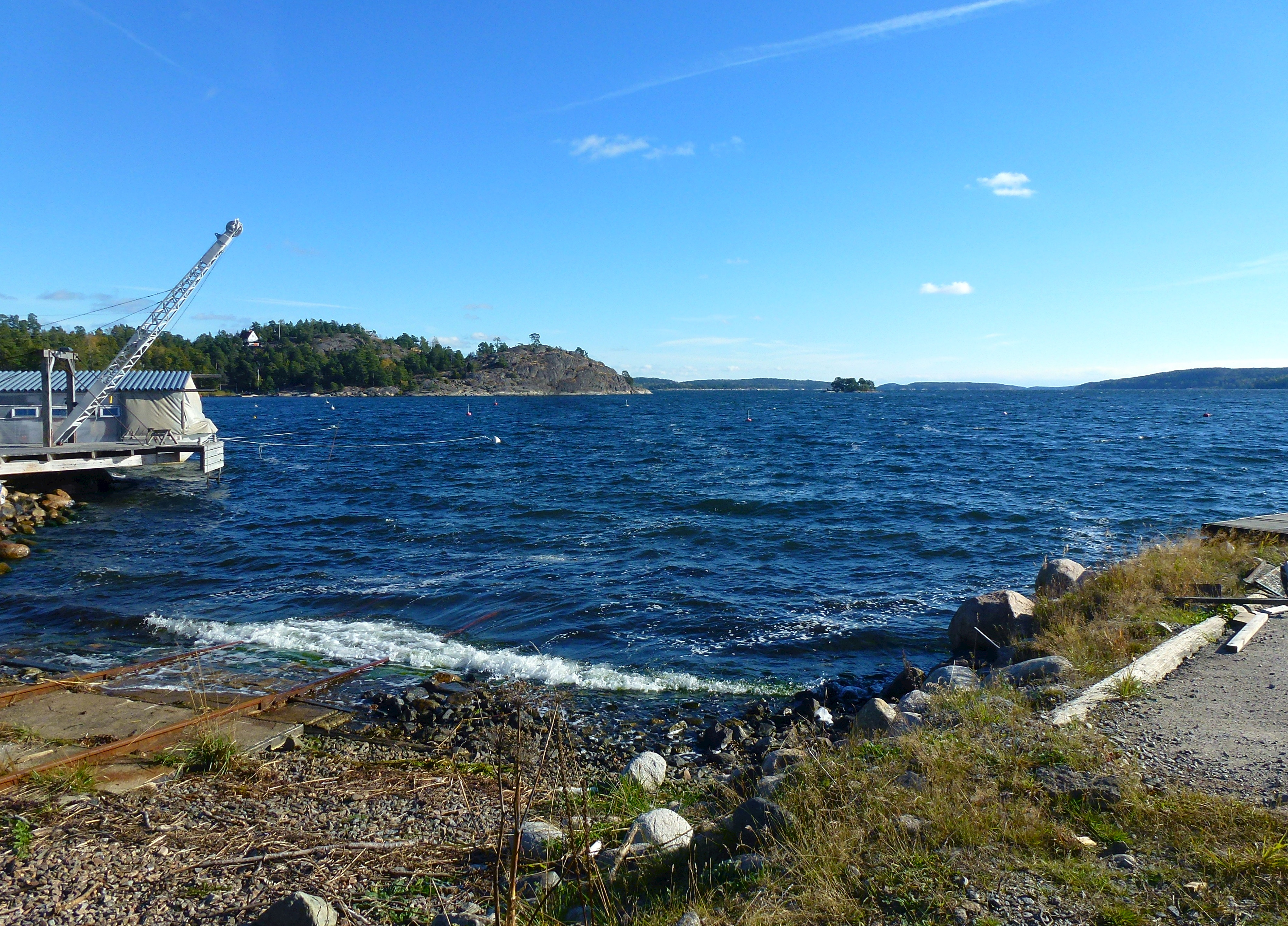
Vy mot sydost över Erstaviken och reservatets östra del.
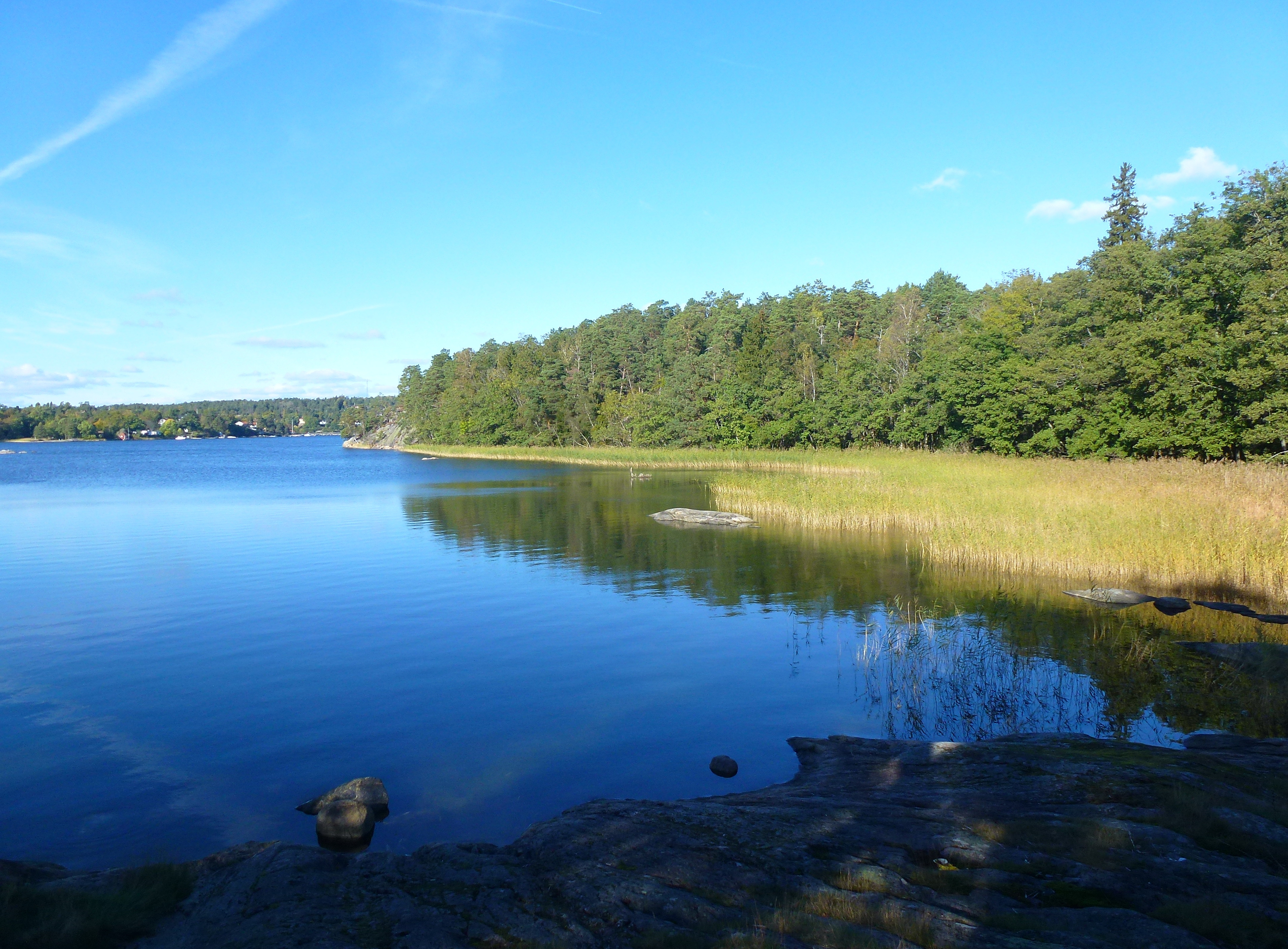
Vy över Vårgärdssjön och reservatets västra del.
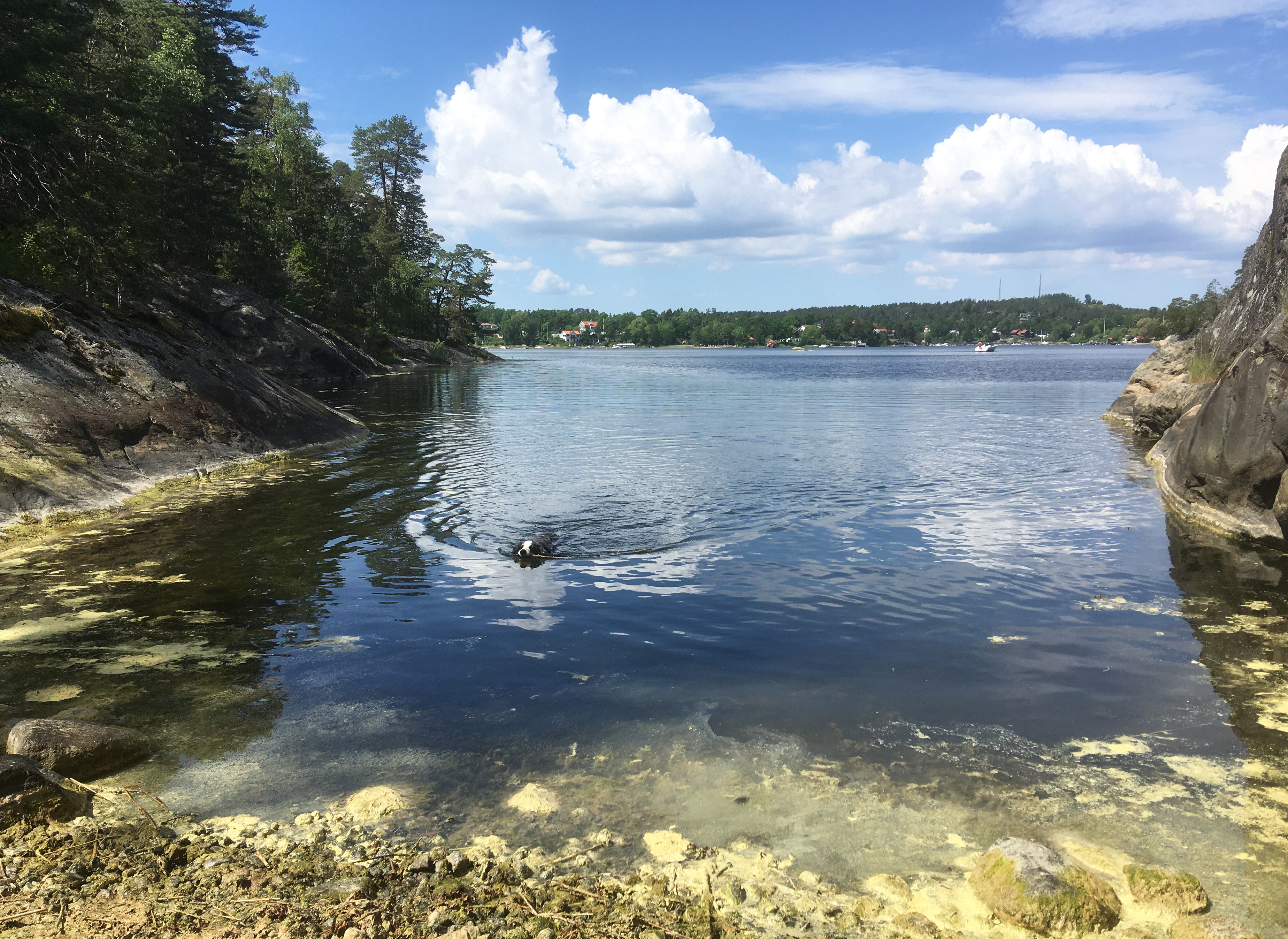
Vik vid Vårgärdssjön, vy mot norr.
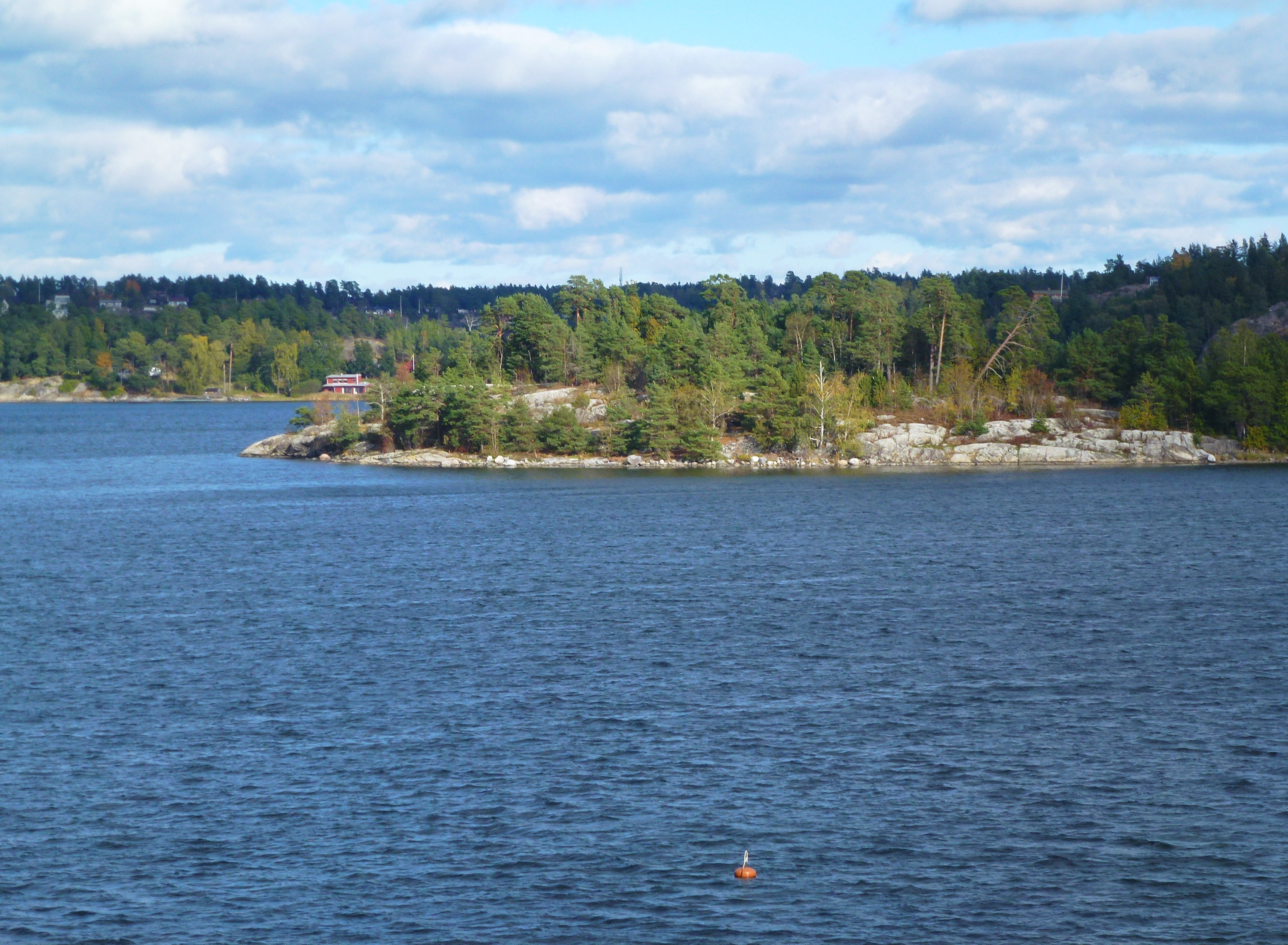
Vy över Baggensfjärden med Furuholmen.
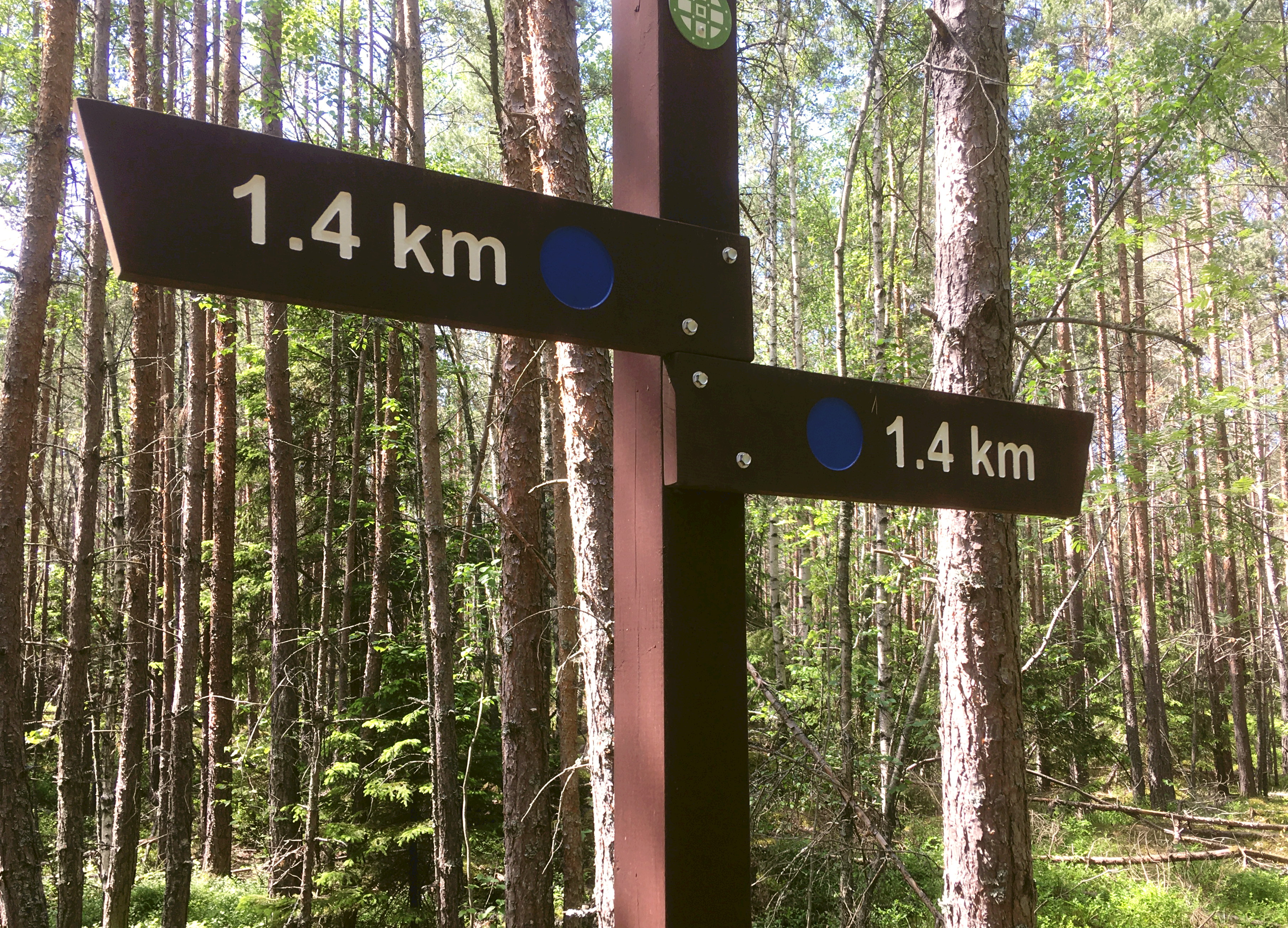
Slingan 1,4 km (följ blå prickar).
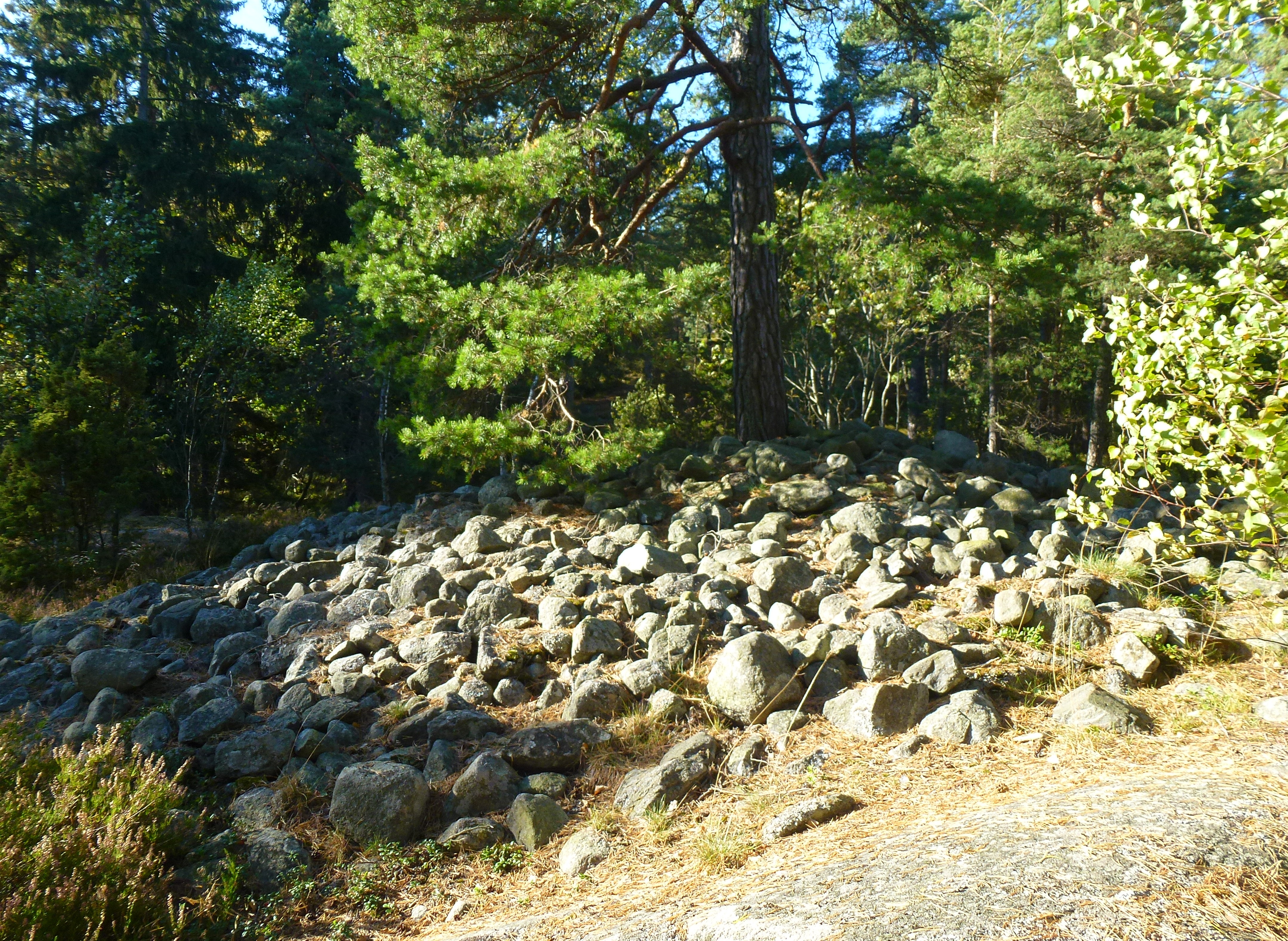
Röse, RAÄ-nummer Nacka 151:1.